# غلة وند (بربرود الغربي)
غلة وند (بالفارسية: گله وند) هي قرية تقع في إيران في قسم بربرود الغربي الریفي. يقدر عدد سكانها بـ 221 نسمة بحسب إحصاء 2016.